# ماسون ريمون
ماسون ريمون (بالإنجليزية: Mason Raymond)‏ (و. 1985  م) هو لاعب هوكي الجليد كندي، ولد في كالغاري، مركز لعبه هو جناح ‏.
.

## التعليم
تعلم في جامعة مينيسوتا دولوث.

## روابط خارجية
- ماسون ريمون على موقع دوري الهوكي الوطني (الإنجليزية)
- ماسون ريمون على موقع قاعة مشاهير الهوكي (لاعب أن.إتش.أل) (الإنجليزية)
- ماسون ريمون على موقع EliteProspects.com (الإنجليزية)
- ماسون ريمون على موقع HockeyDB.com (الإنجليزية)
- ماسون ريمون على موقع Hockey-Reference.com (الإنجليزية)
- ماسون ريمون على موقع أوليمبيديا (الإنجليزية)
- ماسون ريمون على موقع اللجنة الأولمبية الكندية (الإنجليزية)